# Gente nel tempo
Gente nel tempo è un romanzo di Massimo Bontempelli scritto tra il 1935 e il 1936, e uscito a puntate sulla Nuova Antologia nel giugno e nell'agosto del 1936. Venne pubblicato in volume nel 1937.

## Trama
Il romanzo si apre con la morte della Gran Vecchia il 26 agosto 1900. Si era trasferita nel paese di Colonna dodici anni prima, ma a parte partecipare alla messa, non aveva mai avuto alcun contatto con il resto del paese. La Gran Vecchia era una donna molto autoritaria che aveva una grande influenza sul figlio Silvano e la nuora Vittoria. La sera prima di morire, la signora convoca il notaio, il medico, il prete e la famiglia. La donna ammonisce Silvano e Vittoria a non avere altri discendenti, li avverte che tutta la famiglia morirà giovane, e annuncia loro che durante la notte morirà. Ciò nonostante, non lascia avvicinare nessuno, e tutti trascorrono la notte, insonni, al pianterreno. Il mattino seguente, la Gran Vecchia viene trovata morta.
Quando il funerale è finito, Silvano si rende conto che adesso non ha più padroni, ma allo stesso tempo sente una sensazione di vuoto, di spaesamento. Vittoria, invece, è già pronta a rinnovare la casa e a guardare al futuro con occhi diversi.
Silvano si fa amico di Maurizio, un giovane garbato che diventa presto un amico di famiglia, in particolare delle due bambine, Dirce e Nora, con le quali gioca spesso. Passa qualche anno, e i rapporti fra Maurizio e Vittoria si fanno più intensi, fino a che Vittoria decide di andare a Venezia, e chiede a Maurizio di raggiungerla di nascosto. Quest'ultimo però non riesce a trovare il coraggio di mentire a Silvano, e rimanda. Mentre Vittoria era ancora via, ricorreva l'anniversario della morte della Gran Vecchia, e Silvano comincia a non star bene, e il 26 agosto 1905 muore.
Vittoria e Maurizio, pur liberi da impedimenti, vedono la loro passione raffreddarsi in seguito alla morte di Silvano.
Vittoria si invaghisce dell'idea di trasferirsi a Milano, ma il piano, continuamente posticipato per varie ragioni, non si realizza. Dirce e Nora sono ormai cresciute e, mentre la prima è sempre più riflessiva e chiusa, la seconda è invece allegra e spavalda.
Nel quinto anniversario della morte di Silvano, Vittoria si ammala gravemente. L'abate Clementi, memoria storica di Colonna, si accorge della ricorrenza delle morti della Gran Vecchia e di Silvano, e prevede che anche Vittoria morirà quel giorno. Invece Vittoria si riprende completamente e trascorre alcuni mesi in piena salute, ma sul finire dell'anno ha una ricaduta e muore delirando.
Dirce e Nora si trovano sole e si trasferiscono a Milano. All'inizio della prima guerra mondiale decidono di prendere parte alle operazioni di soccorso. Questo le riporta, verso la fine del 1915, a Colonna. Nel paese, nel frattempo, si era sparsa la voce che loro erano vittime di una maledizione per cui un membro della famiglia dovesse morire ogni cinque anni. Nora e Dirce erano all'oscuro di ciò, ma una ragazza del villaggio lo riferisce loro proprio alla sera dell'ultimo dell'anno: le due sorelle, sapendosi le uniche sopravvissute della loro famiglia, trascorrono la notte in ansia, con la paura che una di loro debba morire. Non succede niente, e il giorno dopo si convincono che le voci sulla maledizione erano infondate.
La loro vita torna a scorrere normale a Milano. Quando la guerra era finita da un pezzo, ad un ballo Nora ritrova Dario, un soldato che lei aveva curato durante il conflitto. I due si innamorano e, lasciando Dirce sola, si mettono a viaggiare per l'Italia. Dirce un giorno riceve la visita di uno sconosciuto, che era stato servitore di Silvano, ma lei non l'aveva riconosciuto subito. Costui le riporta la notizia della morte di uno zio, di cui loro non erano a conoscenza, che da giovanissimo aveva abbandonato la casa della Grande Vecchia ed era emigrato in America. Quando sentì che in Europa la grande guerra stava dilagando, lo zio decise di tornare in Italia e di arruolarsi. Piuttosto presto, però fu ucciso: la morte risaliva al 1915. Dirce al sentire la data si ricorda della profezia che aveva appreso a Colonna, e decide di tornare al villaggio per parlare con l'abate Clementi.
Mentre era assente, Nora ritorna a casa: è stata abbandonata da Dario e aspetta un bambino. Dirce e Nora trascorrono i mesi seguenti nell'attesa della nascita in allegria e trepidazione, con la speranza che essa possa finalmente spezzare la sentenza della Grande Vecchia. Il bambino nasce in salute, ma dopo poco tempo una febbre improvvisa lo uccide. Le sorelle cadono disperate, non solo per la morte del piccolo, ma anche perché, essendo il 1920, vedono riaffacciarsi il fatto che il loro destino è ormai segnato. Avranno solo cinque anni da vivere, poi una di loro dovrà morire.
Le sorelle a stento ritornano ad un ciclo di vita normale e intraprendono anche dei viaggi. Quando si avvicina il quinto anno, però, il comportamento di Dirce si fa più strano, cercando di buttare Nora nelle braccia di altri uomini, con la speranza che sopraggiunga una nuova nascita. Nora comincia ad accorgersene e invita Dirce a stare tranquilla perché lei sa cosa fare. Decidono di tornare a Colonna e aspettare l'anno nella vecchia casa. Durante la notte di capodanno, Nora si allontana e viene trovata morta il giorno dopo. Dirce, disperata, si reca dall'abate Clementi a cercare consolazione, ma la sua reazione è fredda. Dirce, invecchiata e coi capelli bianchi, si mette a chiedere l'elemosina fuori dalla chiesa, non riconosciuta da nessuno.

## Edizioni
- Massimo Bontempelli, Gente nel tempo, Arnoldo Mondadori Editore, 1946.